# Begonia almedana
Espèce
Begonia almedana est une espèce de plantes de la famille des Begoniaceae.
Ce bégonia est originaire du Chiapas, au Mexique. L'espèce fait partie de la section Weilbachia ; elle a été décrite en 1999 par les botanistes Kathleen Burt-Utley (1944-) et John F. Utley (1944-).